# AG2R La Mondiale 2016
Questa voce raccoglie le informazioni riguardanti la squadra ciclistica AG2R La Mondiale nelle competizioni ufficiali della stagione 2016.

## Organico

### Staff tecnico
GM=General manager; DS=Direttore sportivo.
|  | Naz.                | Ruolo | Sportivo              |  |  |  |
|  | ------------------- | ----- | --------------------- |  |  |  |
|  | Francia (bandiera)  | GM    | Vincent Lavenu        |  |  |  |
|  | Francia (bandiera)  | GM    | Philippe Chevallier   |  |  |  |
|  | Francia (bandiera)  | DS    | Laurent Biondi        |  |  |  |
|  | Francia (bandiera)  | DS    | Stéphane Goubert      |  |  |  |
|  | Francia (bandiera)  | DS    | Nicolas Guille        |  |  |  |
|  | Francia (bandiera)  | DS    | Didier Jannel         |  |  |  |
|  | Francia (bandiera)  | DS    | Julien Jurdie         |  |  |  |
|  | Lituania (bandiera) | DS    | Artūras Kasputis      |  |  |  |
|  | Francia (bandiera)  | DS    | Gilles Mas            |  |  |  |
|  | Francia (bandiera)  | DS    | Jean-Baptiste Quiclet |  |  |  |

### Rosa
|  | Naz.                     |  | Sportivo               | Anno |  |  |
|  | ------------------------ |  | ---------------------- | ---- |  |  |
|  | Lituania (bandiera)      |  | Gediminas Bagdonas     | 1985 |  |  |
|  | Belgio (bandiera)        |  | Jan Bakelants          | 1986 |  |  |
|  | Francia (bandiera)       |  | Romain Bardet          | 1990 |  |  |
|  | Francia (bandiera)       |  | Julien Bérard          | 1987 |  |  |
|  | Francia (bandiera)       |  | François Bidard        | 1992 |  |  |
|  | Francia (bandiera)       |  | Guillaume Bonnafond    | 1987 |  |  |
|  | Francia (bandiera)       |  | Mikaël Cherel          | 1986 |  |  |
|  | Francia (bandiera)       |  | Maxime Daniel          | 1991 |  |  |
|  | Germania (bandiera)      |  | Nico Denz              | 1994 |  |  |
|  | Francia (bandiera)       |  | Axel Domont            | 1990 |  |  |
|  | Francia (bandiera)       |  | Samuel Dumoulin        | 1980 |  |  |
|  | Francia (bandiera)       |  | Hubert Dupont          | 1980 |  |  |
|  | Lussemburgo (bandiera)   |  | Ben Gastauer           | 1987 |  |  |
|  | Francia (bandiera)       |  | Damien Gaudin          | 1986 |  |  |
|  | Francia (bandiera)       |  | Cyril Gautier          | 1987 |  |  |
|  | Francia (bandiera)       |  | Alexis Gougeard        | 1993 |  |  |
|  | Germania (bandiera)      |  | Patrick Gretsch        | 1987 |  |  |
|  | Canada (bandiera)        |  | Hugo Houle             | 1990 |  |  |
|  | Francia (bandiera)       |  | Quentin Jauregui       | 1994 |  |  |
|  | Francia (bandiera)       |  | Blel Kadri             | 1986 |  |  |
|  | Francia (bandiera)       |  | Pierre-Roger Latour    | 1993 |  |  |
|  | Francia (bandiera)       |  | Sébastien Minard       | 1980 |  |  |
|  | Italia (bandiera)        |  | Matteo Montaguti       | 1984 |  |  |
|  | Francia (bandiera)       |  | Jean-Christophe Péraud | 1977 |  |  |
|  | Italia (bandiera)        |  | Domenico Pozzovivo     | 1982 |  |  |
|  | Francia (bandiera)       |  | Christophe Riblon      | 1981 |  |  |
|  | Nuova Zelanda (bandiera) |  | Jesse Sergent          | 1988 |  |  |
|  | Francia (bandiera)       |  | Sébastien Turgot       | 1984 |  |  |
|  | Belgio (bandiera)        |  | Johan Vansummeren      | 1981 |  |  |
|  | Francia (bandiera)       |  | Alexis Vuillermoz      | 1988 |  |  |

## Palmarès

### Corse a tappe
World Tour
- Tour de France

19ª tappa (Romain Bardet)
- Vuelta a España

20ª tappa (Pierre Latour)
Continental
- La Méditerranéenne

4ª tappa (Jan Bakelants)

### Corse in linea
Continental
- Parigi-Camembert (Cyril Gautier)

- La Roue Tourangelle (Samuel Dumoulin)

- Grand Prix de Plumelec-Morbihan (Samuel Dumoulin)

- Boucles de l'Aulne (Samuel Dumoulin)

- Tour du Doubs (Samuel Dumoulin)

## Classifiche UCI

### Calendario mondiale UCI
Individuale
Piazzamenti dei corridori della AG2R La Mondiale nella classifica individuale dell'UCI World Tour 2016.
| Pos. | Ciclista               | Punti |
| ---- | ---------------------- | ----- |
| 8    | Romain Bardet          | 374   |
| 107  | Domenico Pozzovivo     | 32    |
| 108  | Hubert Dupont          | 32    |
| 121  | Pierre Latour          | 22    |
| 120  | Jean-Christophe Péraud | 22    |
| 147  | Matteo Montaguti       | 12    |
| 153  | Alexis Vuillermoz      | 11    |
| 160  | Jan Bakelants          | 9     |
| 169  | Axel Domont            | 8     |
| 204  | Samuel Dumoulin        | 2     |
| 235  | Alexis Gougeard        | 1     |

Squadra
La squadra AG2R La Mondiale ha chiuso in tredicesima posizione con 482 punti.